# Santa Cruz do Capibaribe (kommun)
Santa Cruz do Capibaribe är en kommun i Brasilien.   Den ligger i delstaten Pernambuco, i den östra delen av landet, 1 500 km nordost om huvudstaden Brasília. Antalet invånare är 87 538.
Följande samhällen finns i Santa Cruz do Capibaribe:
- Santa Cruz do Capibaribe

Omgivningarna runt Santa Cruz do Capibaribe är huvudsakligen savann. Runt Santa Cruz do Capibaribe är det tätbefolkat, med 591 invånare per kvadratkilometer.